# تعليقات الصور

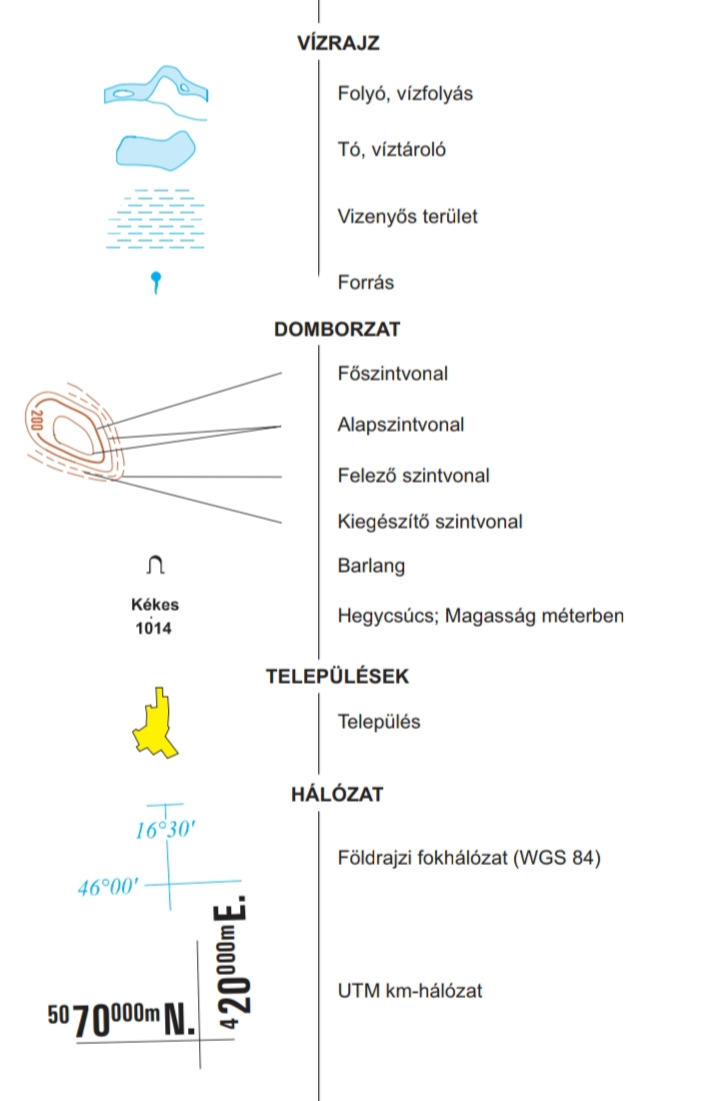

تعليقات الصور'''' هي سطور نصية قليلة تُستخدَم لشرح الصور المنشورة أو إيضاحها. وتعليقات الصور التي تتجاوز بضع جُمل يُشار إليها عادة باسم «مجموعة النسخ». فهي أحد أنواع نسخ العرض. يشمل نسخ العرض كذلك العناوين الرئيسية والتباينات مع «نسخة النص» مثل مقالات الصحف والمجلات.

## وصلات خارجية
- Material from a university photojournalism course